# Edmund Szoka
Edmund Casimir Szoka (ur. 14 września 1927 w Grand Rapids, Michigan, zm. 20 sierpnia 2014 w Novi) – amerykański duchowny katolicki, arcybiskup Detroit, Gubernator Państwa Watykańskiego, kardynał.

## Życiorys
Pochodził z rodziny polskich emigrantów, syn Kazimierza i Marii z domu Wolgat. Pochodzili ze wsi Putna w parafii Kopciówka. Studiował w kilku seminariach amerykańskich (Seminarium Św. Pawła w Grand Rapids, Seminarium Najświętszego Serca w Detroit, Międzydiecezjalnym Seminarium Św. Jana w Plymouth) oraz na Papieskim Uniwersytecie Urbaniana w Rzymie (1957–1959). Przyjął święcenia kapłańskie 5 czerwca 1954 w Marquette. Pracował jako duszpasterz i sekretarz biskupa Saginaw, był również kapelanem bazy wojsk lotniczych. Po powrocie z uzupełniających studiów w Rzymie wykonywał obowiązki wikariusza generalnego i kanclerza diecezji Marquette. W listopadzie 1963 został obdarzony tytułem prałata honorowego Jego Świątobliwości.
11 czerwca 1971 roku został mianowany przez papieża Pawła VI biskupem Gaylord i przyjął sakrę biskupią 20 lipca 1971 z rąk kardynała Johna Deardena (arcybiskupa Detroit). 21 marca 1981 przeszedł na stolicę arcybiskupią Detroit. Uczestniczył w wielu sesjach Światowego Synodu Biskupów w Watykanie. W czerwcu 1988 Jan Paweł II wyniósł go do godności kardynalskiej, nadając tytuł prezbitera Ss. Andrea e Gregorio al Monte Celio.
Od 1989 uczestniczył w pracach Komisji Kardynalskiej ds. badania Organizacyjnych i Ekonomicznych Problemów Stolicy Świętej. W styczniu 1990 przeszedł do pracy w Watykanie, objął funkcję prezydenta Prefektury Spraw Ekonomicznych Stolicy Świętej; w związku z nową funkcją zrezygnował z kierowania archidiecezją Detroit (kwiecień 1990, zastąpił go przyszły kardynał Adam Maida, dotychczasowy biskup Green Bay). Od października 1997 pełnił funkcję prezydenta Papieskiej Komisji Państwa Watykańskiego. Z funkcji tej złożył rezygnację w czerwcu 2006; papież Benedykt XVI rezygnację przyjął, ale z powierzeniem kardynałowi Szoka pełnienia obowiązków do połowy września 2006 (następcą został arcybiskup Giovanni Lajolo). Kardynał Szoka wielokrotnie reprezentował papieża Jana Pawła II w charakterze jego specjalnego wysłannika na uroczystościach religijnych i rocznicowych.
Brał udział w konklawe 2005, które wybrało papieża Benedykta XVI.
Do końca życia dobrze rozumiał i mówił po polsku.